# Орлов Михайло Павлович
Михайло Павлович Орлов (21 грудня 1928 року, село Великий Умис, Камешкирський район, Пензенська область — 20 квітня 1994 року, там же) — бригадир слюсарів-монтажників збагачувальної фабрики № 2 тресту «Якуталмаз», Якутська АРСР. Герой Соціалістичної Праці (1960). Почесний громадянин міста Мирний.
Народився в 1928 році в селянській родині в селі Великий Умис. З 1948 року навчався в авиатехнічному училищі, по закінченні якого з 1950 по 1952 року працював механіком літаків у Калінінграді. З 1952 року — бригадир слюсарів на одному із заводів Ленінграда.
З 1957 року працював на будівництві алмазовидобувних промислових об'єктів у селищі Мирний Якутській АРСР. Був призначений бригадиром слюсарів-монтажників збагачувальної фабрики № 2 тресту «Якуталмаз». У 1959 році вступив у КПРС.
За видатні виробничі успіхи і проявлену ініціативу в організації змагання на звання бригад і ударників комуністичної праці удостоєний звання Героя Соціалістичної Праці указом Президії Верховної Ради СРСР від 28 травня 1960 року з врученням ордена Леніна і золотої медалі «Серп і Молот».
Обирався членом Якутського обкому і Мирненського міського райкому КПРС. Делегат XXII з'їзду КПРС.
З 1980 року — начальник дільниці заводу «Пезмаш» у рідному селі Великий Умис.
Помер у 1994 році.
Пам'ять
- На будівлі загальноосвітньої школи у селі Великий Умис розташована меморіальна табличка на честь Героя Соціалістичної Праці, встановлена 12 липня 2014 року.
- Одна із вулиць села Великий Умис названа його ім'ям.